# Pieter Rijcx

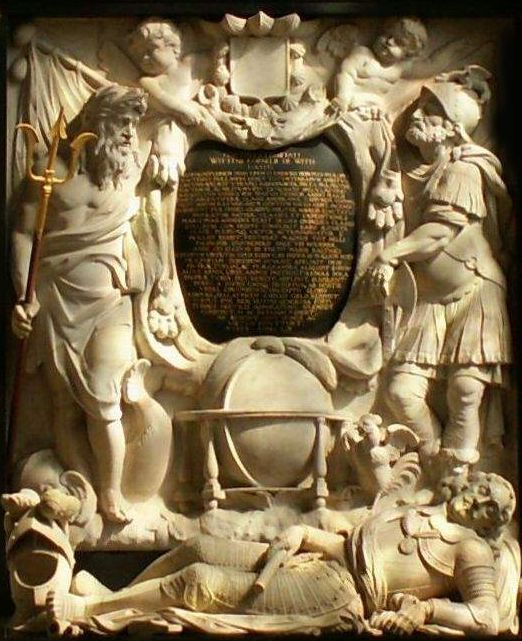
Grafmonument Witte de With (1668/9) in Rotterdam

Pieter Rijcx (Brugge, ca. 1630 – Rotterdam, 1674) was een Vlaams-Nederlandse beeldhouwer.

## Leven en werk
Pieter Rijcx werd geboren in Brugge, waar hij ook zijn beeldhouwopleiding ontving. In 1658 werd hij ingeschreven bij het Sint-Lucasgilde in Delft als Mr. Beelthouwer. Hij voerde als stadssteenhouwer beeldhouwwerken uit aan het stadhuis en diverse andere bouwwerken. Hij huwde in 1660 in Amsterdam met Aeltje de Lange en vestigde zich in 1663 in Rotterdam, waar hij in 1665 een pand kocht van zijn collega Matthijs Constant aan de Wijnhaven.

## Werken in Rotterdam
- 1663 Gereformeerd Burger Weeshuis - beeldhouwwerk aan de rondboogingang
- 1665 Gemeenlandshuis van Schieland, Het Schielandshuis - beeldhouwwerk in samenwerking met Jacob Lois (ca. 1620-1676)
- 1668/9 Grafmonument Luitenant-admiraal Witte Corneliszoon de With (naar een ontwerp van Jacob Lois) in de Grote of Sint-Laurenskerk